# تینکارا کواچ
تینکارا کواچ (به انگلیسی: Tinkara Kovač) (زاده ۳ سپتامبر ۱۹۷۸) خواننده اسلوونیایی است.
او در مسابقه آواز یوروویژن ۲۰۱۴ نماینده اسلوونی بود.